# Edwin Sandys

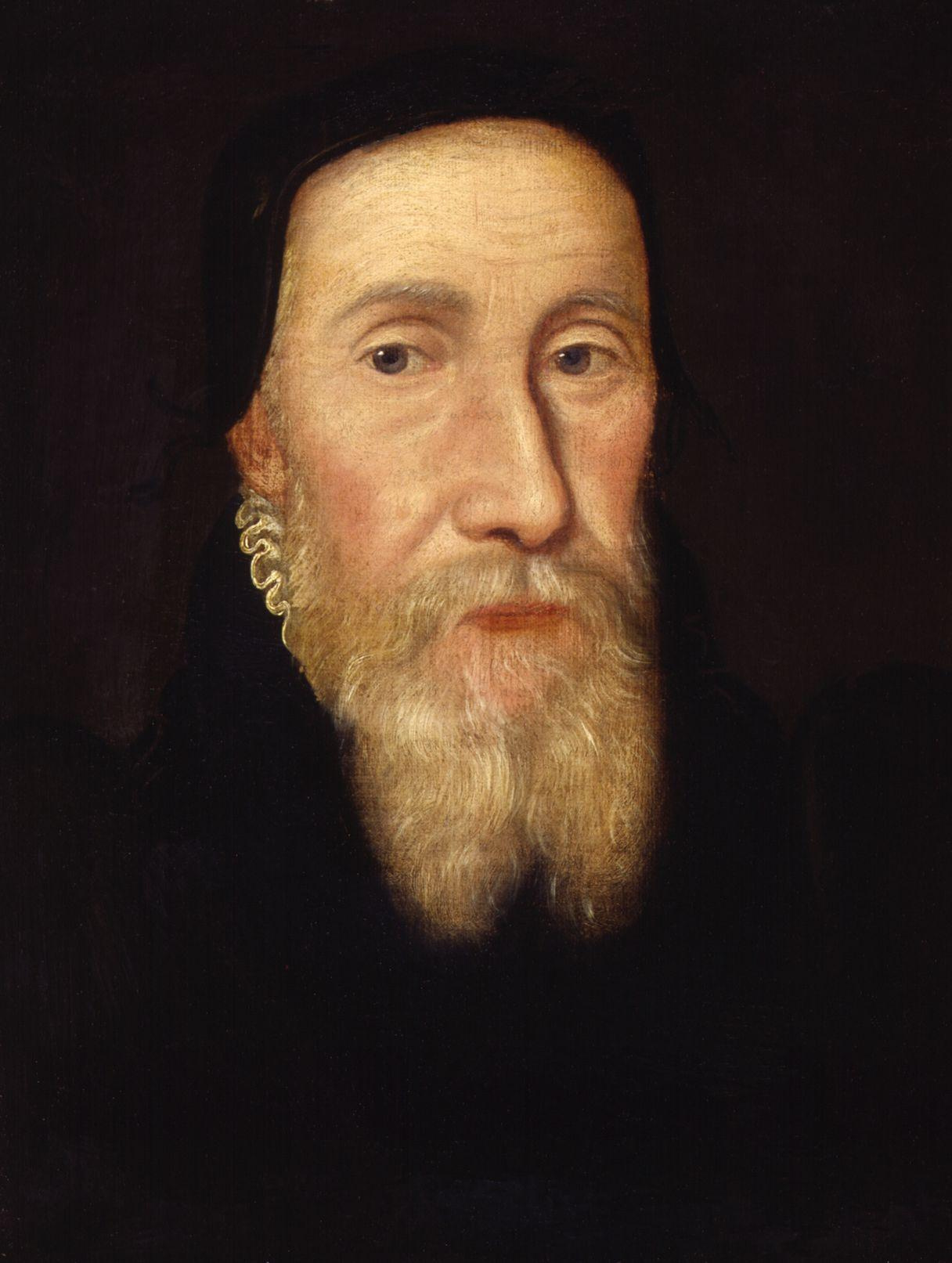
Edwin Sandys

Edwin Sandys (* 1519 in St Bees; † 10. Juli 1588 in York) war Erzbischof von York.

## Leben
Als Absolvent von Cambridge bekleidete er eine Anzahl kirchlicher Ämter. Unter der Herrschaft Eduard VI. wurde er Vizekanzler der Universität Cambridge. Wegen seiner Unterstützung von Lady Jane Grey (1553) wurde er zeitweilig eingesperrt, verließ England jedoch bald und kehrte erst nach der Thronbesteigung Elisabeth I. zurück. Danach wurde er nacheinander Bischof von Worcester (1559), Bischof von London (1570) und Erzbischof von York (1577). Obwohl er ein Protestant war, lag er häufig mit den Nonkonformisten in Streit.
Sein 1561 geborener, gleichnamiger Sohn war ein wichtiger früher Akteur des britischen Kolonialismus. Auf diesem Feld war auch der jüngere Sohn George Sandys aktiv, allerdings vor allem als Entdecker und Dichter.